# Dasytes plumbeus
Dasytes plumbeus är en skalbaggsart som först beskrevs av Müller 1776.  Dasytes plumbeus ingår i släktet Dasytes, och familjen borstbaggar. Arten är reproducerande i Sverige.